# Велоспорт Оденсе
Велоспорт Оденсе (дат. Cykling Odense) — датский любительский велосипедный клуб, расположенный в городе Оденсе.

## История клуба
Велоклуб Cykling Odense был основан в 1933 году после того, как Fyns Stifts Cykle Klub разделился на Fyens Bicycle Club и Fraugde Amatør Cykleklub, который вскоре изменил свое название на Fyns Cykle Ring. Сегодня клуб охватывает все велосипедные дисциплины.
Штаб-квартира и администрация клуба расположены в Оденсе, на велотреке Торвальд Эллегор Арена.
С 2021 года у клуба есть своя элитная команда, а с 2022 года — элитная команда DCU, выступающая под названием Team Nyt Syn by Fialla.
Клуб является организатором гонки Тур Фюна, входящей в Европейский тур UCI, а также местной гонки, Гран-при Оденсе.
Велоспорт Оденсе предлагает школьные программы в сотрудничестве с Odense Athletics. Программы представляют собой утренние занятия по понедельникам или средам, в ходе которых школьники выходят на велотрек и пробуют свои силы в искусстве езды на велосипеде и в атлетических дисциплинах. Классы делятся на две части, поэтому одна часть начинает знакомство с миром велоспорта, а другая пробует свои силы в легкой атлетике. Впоследствии они меняются местами, чтобы все попробовали себя в обоих видах спорта.

## Награды
- Талант года в датском велоспорте в номинации «трековый велоспорт» (2021)[2]
- Спортивная организация года в Дании (2022)